# Wiiliam S. Murray
William Spencer Murray (1873-1942) fue un ingeniero estadounidense. El Lago Murray en Carolina del Sur está llamado en su honor. 
Nació en agosto de 1873 en Annapolis, Maryland.  Se graduó como ingeniero eléctrico en la Universidad de Lehigh en 1895. Comenzó su carrera en Westinghouse Electric en Pittsburgh, Pensilvania. Se casó en 1905 con Ella Day Rush y tuvieron tres hijos. En 1923, comenzó la obra hidroeléctrica de la presa Saluda, sobre el río Saluda en Carolina del Sur.  Murió en 1942.

## Obra

### Algunas publicaciones
- Electrification Analyzed, and its practical application to trunk line roads, inclusive of freight and passenger operation (OCLC 44574633; American Institute of Electrical Engineers, 1911)
- A Superpower System for the Region Between Boston and Washington (US Government Print Office, 1921)
- Government Owned and Controlled Compared with Privately Owned and Regulated Electric Utilities in Canada & the United States with Henry Flood, Jr. (National Electric Light Association, 1922)
- Superpower: Its Genesis and Future (OCLC 381643; McGraw-Hill, 1925)